# Felipe Laguna
Felipe Laguna, en flamenco Philippe Van der Meeren (Malinas, 8 de octubre de 1667 - lago Rucachoroi, Patagonia, 29 de octubre de 1707) fue un sacerdote jesuita, misionero en América del Sur, en el siglo XVII. Refundó la misión del Nahuel Huapi que había fundado el padre Nicolás Mascardi, en la Patagonia, y murió martirizado por los indígenas.
Ingresó en la Compañía de Jesús y fue destinado a ser misionero en Chile, adonde llegó en 1702, y donde castellanizó su apellido original, Van der Meeren, traduciéndolo como “Laguna”.

## Biografía
Destinado en el Colegio de la isla de Chiloé, estaba en la misión de Calbuco cuando se le presentaron algunos indígenas, de los cristianizados años antes por Nicolás Mascardi en Nahuel Huapi. Asombrado, el misionero comprobó que recordaban las oraciones y el catecismo que Mascardi les había enseñado treinta años antes. Desde entonces se prometió ir a esa región a misionar. No contaba con el apoyo de su superior en la misión, pero éste falleció el mismo año y fue nombrado para sucederlo. Por ello se trasladó a Santiago de Chile, donde reunió dinero y tras largas súplicas obtuvo el permiso del gobernador.
Entre muchas dificultades, entre las cuales se contó una grave enfermedad que impidió continuar a su compañero, el padre Sessa, logró llegar a la antigua misión del lago Nahuel Huapi el 13 de noviembre de 1703. Allí se instaló en unos toldos de indios pehuenches y tehuelches, y se dedicó a bautizar niños y jóvenes. Invitó a los caciques vecinos a formar un pueblo en las cercanías de la misión, cosa a que estos en principio se prestaron. Escribió un catecismo en lengua puelche, que se ha perdido.
A principios del año siguiente viajó a Chiloé, de donde regresó rápidamente, con herramientas y carpinteros, con los cuales se dedicó a levantar casas y una capilla. Su compañero era, esta vez, el padre Juan José Guillelmo. Hizo otro viaje a Valdivia, de donde trajo lana y materiales para tejer, y enseñó a las mujeres a tejer lana. Intentó criar ganado y sembrar trigo, pero los indios partieron en sus habituales viajes de caza en cuanto llegó la primavera.
Los padres Laguna y Guillelmo exploraron también la región de la cuenca del río Aluminé y del alto río Limay. En esas regiones tuvieron algunos roces con algunas parcialidades, tanto puelches como pehuenches, mientras las mejores relaciones las tenían con los “poyas” – es decir, tehuelches del noroeste – a los que consideraban más pacíficos.
En 1707, Laguna decidió hacer un viaje hacia Penco, en la zona del río Bío Bío, pasando por la región del Aluminé. Al llegar al lago Rucachoroi – o tal vez en las cercanías del actual pueblo de Aluminé, un cacique le convidó un vaso de chicha; estaba envenenado, y enfermó gravemente.
Murió en Rucachoroi el 29 de octubre de 1707. Su sucesor en la misión de Nahuel Huapi fue el padre Guillelmo.
Los padres Mascardi y Guillelmo son recordados por habérseles puesto sus nombres a dos hermosos lagos de las cercanías de su misión. El padre Laguna -quizás porque su nombre hubiera resultado inadecuado para un lago- es recordado con su nombre dado al cerro justo frente al lago Guillelmo, donde actualmente pasa la ruta que conecta San Carlos de Bariloche con El Bolsón.